# Cour suprême du Nigeria
Pour les autres articles nationaux ou selon les autres juridictions, voir Cour suprême.
La Cour suprême du Nigeria (en anglais : Supreme Court of Nigeria), est la plus haute institution de l'ordre judiciaire au Nigeria. Elle siège à Abuja.